# 陈同庆
陈同庆（1941年8月15日—），广东南海人，中国政治人物，中共湛江市委原书记，第八届全国人大代表。1999年以受贿罪被判处死缓，2001年减为有期徒刑20年。

## 生平
1956年12月参加工作，1960年4月加入中国共产党。先后在三水县粮食局、革委会、团委、工交办工作。1986年，调任高明县委副书记，后当选县长。1987年10月，任高明县委书记。1992年兼佛山市委常委。1992年9月，调任湛江市委副书记，1992年12月当选市委书记。1993年当选全国人大代表。陈同庆在上任之初提出“依托大港口、发展大工业、促进大流通，形成大发展”的四大方针。但是因为当时国家战略转移，钢铁项目无疾而终。从1994年开始，他不求进取，大搞权钱交易。
1998年9月，湛江特大走私团伙头目及骨干分子李深、林春华、陈励生等人被捕，并牵出一连串幕后贪官，其中就有陈励生的父亲陈同庆。1998年10月，陈同庆被广东省委组织部要求调离湛江市，改任广东省林业厅党组书记。而陈同庆在收到通知后还存在侥幸心理，希望能收拾准备一下行李。北京官员说：“不用了，你马上走，先去广州报到”。陈同庆来到广州后就立刻被隔离审查。
1999年12月，广东省人民检察院正式以涉嫌收受贿赂对其立案侦查。1999年2月10日，陈同庆被刑事拘留，2月13日被逮捕。陈同庆在市委书记任内以权谋私，在为他人调动升职、安排工作、联系承包工程中，受贿价值人民币110余万元。他还好酒贪杯，被人们称为“蓝带书记”。
1999年4月19日，广州市中级人民法院以受贿罪判处陈同庆死刑，缓期两年执行，剥夺政治权利终身。陈同庆在广东省番禺监狱服刑。2001年，陈同庆因劳动改造态度好，有两次立功而获得减刑，减为有期徒刑20年，2001年9月7日开始执行。